# John Conover Nichols

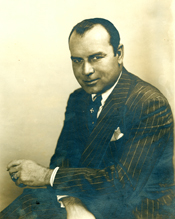
John Conover Nichols

John Conover Nichols (* 31. August 1896 in Joplin, Missouri; † 7. November 1945 in Asmara, Eritrea) war ein US-amerikanischer Politiker. Zwischen 1935 und 1943 vertrat er den 2. Kongresswahlbezirk von Oklahoma im US-Repräsentantenhaus.

## Werdegang
John Nichols besuchte die öffentlichen Schulen seiner Heimat in Missouri und in Colorado Springs. Außerdem absolvierte er das Teachers College in Emporia (Kansas). Zwischen 1917 und 1919 nahm er als Infanteriesoldat der US-Armee am Ersten Weltkrieg teil. Nach einem Jurastudium und seiner 1926 erfolgten Zulassung als Rechtsanwalt begann er in Eufaula (Oklahoma) in seinem neuen Beruf zu praktizieren.
Politisch wurde Nichols Mitglied der Demokratischen Partei, als deren Kandidat er 1934 in das US-Repräsentantenhaus gewählt wurde. Dort löste er am 3. Januar 1935 William W. Hastings ab. Da er auch die folgenden vier Wahlen gewann, konnte er bis zu seinem Rücktritt am 3. Juli 1943 sein Mandat im Kongress ausüben. Sein Rücktritt erfolgte, weil er zum Vizepräsidenten der Fluggesellschaft Transcontinental & Western Air ernannt worden war. Dieses Amt bekleidete er bis zu seinem Tod im November 1945 bei einem Flugzeugabsturz im damals unter britischer Verwaltung stehenden Eritrea. Nichols wurde dort auch provisorisch beigesetzt. Später wurden seine sterblichen Überreste nach Eufaula überführt und dort neu bestattet.